# Bridget Maasland
Bridget Maasland (Den Haag, 9 november 1974) is een Nederlandse presentatrice, model, dierenrechtenactiviste en voormalig danseres.

## Carrière
Haar moeder was visagiste, waardoor Maasland als kind al veel met de televisiewereld te maken kreeg. Ze mocht als kind al model staan voor verschillende tijdschriften en deed kinderkledingshows. Haar televisiedebuut maakte zij met een optreden in de televisiereclame Snoep verstandig, eet een appel.
Maasland werkte als model onder meer in Barcelona. Ze danste in het televisieprogramma Man o man van het publieke Veronica.
Maasland werkte bij TMF als vj en presentatrice en bij de publieke jongerenomroep BNN. Daar maakte en presenteerde zij programma's als De nationale IQ-test, Lijst 0, Een beetje Bridget, Neuken doe je zo!, BNN at work, The Bridget triangle, BNN presenteert AVRO's sterrenslag en Katja vs. Bridget. Ook werkte ze bij televisiezender Talpa om nieuwe programma's te maken en te produceren. Haar eerste klus was voor Big brother 5. Andere tv-programma's die zij presenteerde voor Talpa waren Je leven in de steigers en NSE, dat in april 2006 door Talpa van de televisie werd gehaald vanwege de tegenvallende kijkcijfers. Vanaf november 2006 presenteerde zij samen met Cees Geel de talkshow Het land van Maas en Geel, eveneens bij Talpa. Dit programma stopte na 24 afleveringen door een te laag aantal kijkers. Vanaf september 2006 presenteerde zij voor Talpa de tv-programma's Big brother 6 en Woef: hoe word ik een beroemde hond?.
Op 20 april 2006 verscheen de editie van Playboy waarin zij naakt poseerde. De opbrengst kwam ten goede aan Maaslands stichting Dutchypuppy.
Eind 2007 stapte Maasland samen met de rest van de Tien-presentatoren over naar RTL Nederland. Op 27 augustus startte Hoe word ik een New Yorkse vrouw?. Ook verving ze Renate Verbaan in het tweede seizoen van Beauty & de nerd. Omdat Maasland en haar vriend Pepijn Padberg in 2008 hun eerste kind verwachtten, kwam ze met het tv-programma Hoe word ik mama in Amsterdam-Zuid?. Vanaf 2007 presenteerde Maasland regelmatig RTL Boulevard. Ze was de vaste vervangster van Albert Verlinde. In 2009 presenteerde ze de 4-delige serie Hoe word ik een Gooische Vrouw?. Tevens presenteerde Maasland van 2009 tot 2010 het tv-programma Lekker slim.
Vanaf 3 januari 2011 was Maasland te zien als de bitchy Carla in de BNN-serie Walhalla. Bij RTL 5 was ze een van de presentatoren van het tv-programma Wie is de reisleider?, dat vanaf begin januari te zien was. In het najaar van 2012 ging Maasland in Hoe houd ik het spannend? op zoek naar avonturen.
In juni 2012 werden eerdere geruchten over een transfer naar SBS6 bevestigd door haar definitieve overstap. Redenen voor haar waren vooral het gebrek aan nieuwe tv-programma's op RTL 5. Per 1 september was zij op SBS6 te zien. Daar maakte ze deel uit van het presentatieteam van de late editie van Shownieuws en later ook van de eerdere editie op de avond. Ze presenteerde in 2012 voor de zender het tv-programma Menu van oranje. In de zomer van 2013 was Maasland te zien in het tiende seizoen van Ranking the stars. In januari 2016 maakte ze bekend dat ze vanaf februari 2016 ging werken voor Net5. Zij maakte daar het tv-programma Bridget in Hollywood. Eind augustus 2016 werd haar contract niet verlengd en verliet zij SBS6, Net5 en Veronica. Daarna ging ze weer aan de slag voor RTL en keerde terug bij het tv-programma RTL Boulevard. Ze was reporter bij het programma en schoof regelmatig aan bij de desk. Eind 2016 was Maasland te zien in het tv-programma The roast of Gordon. Vanaf juli 2017 was Bridget ook weer af en toe te zien als presentatrice van RTL Boulevard. In september 2017 was Maasland te zien in het RTL 4-programma The big music quiz. Ze zat in het verliezende team. In 2018 vormde Maasland met Jelle de Jong een dansduo in het RTL 4-programma Dance dance dance. Op 8 mei 2019 begon Maasland als presentator van het tv-programma De zwakste schakel, dat na vijftien jaar terugkwam op televisie bij RTL 4. Hiermee volgde ze Chazia Mourali op, die dit programma tussen 2001 en 2004 presenteerde. In juni 2019 verlengde Maasland haar contract bij RTL voor 4 jaar. Vlak voor Kerstmis 2019 beëindigde ze haar column bij dagblad De Telegraaf, op de pagina Vrouw glossy. In maart 2020 begon Maasland als presentator van het RTL 5-programma Hotter than my daughter.Op 29 januari 2022 en 5 februari 2022 verving zij Geraldine Kemper tijdens de liveshow van Big Brother omdat zij positief werd getest op corona en in quarantaine moest.
Sinds maandag 4 oktober 2021 schuift Maasland regelmatig als een van de "sidekicks" aan in het radioprogramma De Wild in de Middag op NPO Radio 2.
Maasland deed mee aan het 25e seizoen van de televisieprogramma Wie is de Mol?. Ze viel als vierde af in aflevering vijf.
| Jaar                  | Medium   | Functie       |
| --------------------- | -------- | ------------- |
| 1993-1995             | Veronica | Danseres      |
| 1995-2000             | TMF      | Presentatrice |
| 2000-2005             | BNN      | Presentatrice |
| 2005-2007             | Tien     | Presentatrice |
| 2007-2012, 2016-heden | RTL      | Presentatrice |
| 2012-2016             | SBS6     | Presentatrice |
| 2016                  | Net5     | Presentatrice |

## Kledinglijn
In 2011 lanceerde Maasland haar eigen kledingmerk B By Bridget. Na enkele jaren werd het merk omgedoopt tot InnerCalm By Bridget. In 2018 werd de geldkraan dichtgedraaid en bleef alleen winkel Melting Pot in Amsterdam over.

## Zwerfhonden
In 2005 richtten Maasland en andere hondenliefhebbers Dutchpuppy op, met als doel om wereldwijd zwerf- en straathonden te helpen. De stichting steunt plaatselijke initiatieven om hondenmishandeling te verminderen en honden van straat te krijgen.

## Privé
In 2000 begonnen Maasland en tv-producent Pepijn Padberg een relatie. Het stel kreeg in 2008 een zoon: Mees Kingston Padberg. Een jaar later traden Maasland en Padberg in het huwelijk. Datzelfde jaar scheidde het stel. 

## Filmografie

### Televisie als presentatrice
- After Hour (2000)
- Later Till Midnight (2000)
- De Nationale IQ Test (2001-2005), co-presentatrice
- Lijst 0 (2002-2003), presentatieduo met Katja Schuurman
- Een Beetje Bridget (2002)
- Neuken doe je zo! (2003)
- BNN At Work (2004)
- BNN presenteert AVRO's Sterrenslag (2004-2005)
- The Bridget Triangle (2005)
- Katja vs. Bridget (2005)
- Big Brother (2005-2006), presentatieduo met Ruud de Wild
- Je leven in de steigers (2005)
- Het Land van Maas en Geel (2006), presentatieduo met Cees Geel
- Woef: Hoe word ik een beroemde hond? (2006)
- Hoe word ik een New Yorkse vrouw? (2007)
- Beauty & de Nerd (2007-2009), presentatieduo met Mathias Coppens
- RTL Boulevard (2007-2012, 2017-heden)
- Hoe word ik mama in Amsterdam-Zuid? (2008)
- Hoe word ik een Gooische Vrouw? (2009)
- Lekker slim (2009-2010)
- Ranking the Stars (2009, 2013, 2016), panellid
- Ik kom bij je eten (2010-2012), een van de presentatoren
- Wie is de reisleider? (2011)
- Hoe houd ik het spannend? (2012)
- Shownieuws (2012-2016)
- Menu van Oranje (2012)
- The Passion (2015), verslaggever processie
- Bridget in Hollywood (2016)
- The Roast of Gordon (2016), roaster
- De zwakste schakel (2019-2020)
- Hotter Than My Daughter (2020-2021)
- Big Brother (2021), invalpresentatrice[9]
- Make Up Your Mind (2023), eenmalig gastpanellid
- Een plek onder de zon (2024)

### Televisie / Film als actrice
- Costa (televisieserie) 2001
- Walhalla (2002), als Carla Bonhoeffer Lebowits
- Shouf Shouf Habibi! (2004), als Carlie
- WALL-E, als de Scheepscomputer (nasynchronisatie)
- De Rode Loper (2011), als zichzelf
- Gooische Vrouwen (2012), als zichzelf
- The Queen's Corgi (2019), als Wanda (nasynchronisatie)
- All Stars en Zonen (2023), als zichzelf

## Discografie
| Single met eventuele hitnotering(en) in de Nederlandse Top 40 | Datum van verschijnen | Datum van binnenkomst | Hoogste positie | Aantal weken | Opmerkingen  |
| ------------------------------------------------------------- | --------------------- | --------------------- | --------------- | ------------ | ------------ |
| Kerst voor iedereen                                           | 2005                  |                       |                 |              | met Jan Smit |